# Paroisse de l'Acadie
Pour les articles homonymes, voir Acadie (homonymie).
La paroisse de l'Acadie, en anglais : Acadia Parish, est créée par scission de la paroisse de Saint-Landry en 1886, juste avant l’organisation des nouvelles élections de l'assemblée de Louisiane. Le siège de la paroisse est la ville de Crowley. Selon le recensement des États-Unis de 2020, sa population est de 57 576 habitants.

## Histoire
En 1888, Crowley en devient le siège de comté. Les deux premières années d’autonomie, la paroisse d’Acadie était gouvernée directement par le siège de la paroisse de Saint-Landry, la ville d'Opelousas.

## Géographie
La paroisse a une superficie de 1 697 km2 de terre émergée et 6 km2 d’eau. L'Acadie est une des 22 paroisses de la région officielle de l'Acadiane. Elle est enclavée entre la paroisse d'Evangeline au nord, la paroisse de Saint-Landry au nord-est, la paroisse de Lafayette à l’est, la paroisse de Vermilion au sud et la paroisse de Jefferson Davis à l’ouest.
La paroisse est divisée en neuf villes et villages : Pointe-à-l'Église, Crowley, Duson, Estherwood, Eunice, Iota, Mermentau, Morse et Rayne.

## Transport
Quatre autoroutes quadrillent la paroisse : l’autoroute régionale (Interstate) 10, l’autoroute Fédérale (U. S. Highway) 90 et les autoroutes de Louisiane (Louisiana Highway) no 13 et 15.

## Démographie
| Groupe            | Paroisse de l'Acadie | Louisiane | États-Unis |
| ----------------- | -------------------- | --------- | ---------- |
| Blancs            | 79,5                 | 62,6      | 72,4       |
| Afro-Américains   | 18,1                 | 32,0      | 12,6       |
| Métis             | 1,3                  | 1,6       | 2,9        |
| Autres            | 0,6                  | 1,6       | 6,4        |
| Amérindiens       | 0,3                  | 0,7       | 0,9        |
| Asiatiques        | 0,2                  | 1,6       | 4,8        |
| Total             | 100                  | 100       | 100        |
|                   |                      |           |            |
| Latino-Américains | 1,7                  | 37,6      | 16,7       |

Selon l'American Community Survey, pour la période 2011-2015, 87,18 % de la population âgée de plus de 5 ans déclare parler l'anglais à la maison, 10,46 % le français, 1,47 % l'espagnol et 0,90 % une autre langue.
Dans la paroisse, la pyramide des âges (toujours en 2000) était présentée ainsi :
- 17 541 personnes étaient des mineures (moins de 18 ans) soit 29,80 % ;
- 5 650 personnes étaient des jeunes adultes (de 18 à 24 ans) soit 9,60 % ;
- 16 128 personnes étaient de jeunes forces de travail (de 25 à 44 ans) soit 27,40 % ;
- 12 303 personnes étaient des forces de travail vieillissantes (de 45 à 65 ans) soit 20,90 % ;
- 7 239 personnes étaient des personnes en âge de la retraite (plus de 65 ans) soit 12,30 %.

L’âge moyen des citoyens était donc de 34 ans, de plus, la Paroisse compte 30 420 personnes de sexe féminin (soit 51,68 %) et 28 441 personnes de sexe masculin (soit 48,32 %). Le revenu moyen par personne s’élève à 26 684 $ (en 2006) alors que 24,50 % des habitants vivent sous le seuil de pauvreté (indice fédéral).